# Tex Avery przedstawia
Tex Avery przedstawia (ang. The Tex Avery Show) – amerykański serial animowany. Emitowany na kanale Boomerang w języku polskim.

## Wersja polska
Wersja polska: na zlecenie Canal+ – Master Film
Występują:
- Andrzej Arciszewski -
  - Droopy,
  - szewc (odc. 44),
  - naczelnik więzienia (odc. 65)
- Stefan Knothe -
  - Wilk (oprócz odc. 15),
  - Spike,
  - konferansjer z Zamku Mañana (odc. 15),
  - pies (odc. 26),
  - bombowiec John (odc. 53)
- Jerzy Dominik -
  - Wilk (odc. 15)
  - konferansjer (odc. 13)
- Janusz Wituch -
  - Stuknięta Wiewiórka (oprócz 11),
  - reżyser kreskówki (odc. 04),
  - konferansjer z nocnego klubu (odc. 04),
  - taksówkarz (odc. 04),
  - Spike Bones (odc. 18),
  - Amor (odc. 27),
  - kierowca (odc. 48)
- Ryszard Olesiński -
  - pies Meathead,
  - Junior (odc. 22),
  - sierżant Wieprz (odc. 01)
  - krzyczący Czerwony Kapturek (odc. 04)
  - kogut Charles (odc. 18),
  - syn Charlesa (odc. 18)
- Jacek Czyż -
  - Miś Barney,
  - byk (odc. 18)
  - barman (odc. 13)
- Tomasz Kozłowicz -
  - George (odc. 20),
  - Prosiaczek (odc. 06)
  - sęp Joe (odc. 07),
- Mieczysław Morański -
  - George (odc. 22),
  - Adolf Wilk (odc. 01),
  - barman (odc. 13)
  - kogut Clem (odc. 18),
  - syn Clema (odc. 18),
  - skunks (odc. 27)
- Krzysztof Zakrzewski -
  - Junior (odc. 20),
  - wielki wódz Deszcz Na Twarz (odc. 11),
  - mechanik (odc. 51)
- Olga Bończyk -
  - pierwsza świnka (odc. 01),
  - Ognisty Czerwony Kapturek / Czerwony Kapturek (odc. 04),
  - Gorąca Misa (odc. 11),
  - panna Lou (odc. 13),
  - kurka Daisy (odc. 18),
  - córka Clema (odc. 18),
  - położna (odc. 18),
  - króliczki (odc. 27),
  - położna (odc. 51),
  - samolot Mary (odc. 53)
- Joanna Węgrzynowska -
  - druga świnka (odc. 01),
  - diabełki (odc. 01)
  - Kopciuszek (odc. 15),
  - brzydka zajęczyca (odc. 27)
  - króliczki (odc. 27)
- Tadeusz Borowski -
  - narrator (odc. 04, 13),
  - Kot, który nienawidził ludzi (odc. 30)
- Mirosława Krajewska – Babcia (odc. 04)
- Małgorzata Drozd -
  - dziewczyny sprzedające papierosy (odc. 04),
  - niezdecydowana kierowczyni (odc. 48)
- Tomasz Marzecki -
  - narrator (odc. 06, 11, 43),
  - rzecznik wielkiego wodza Deszczu Na Twarz (odc. 11),
  - bombowiec-generał (odc. 53),
  - odrzucający Johna z naboru do Sił Powietrznych Stanów Zjednoczonych (odc. 53),
  - wojskowy (odc. 53)
- Mirosława Nyckowska -
  - mama Prosiaczka (odc. 06)
  - prezenterka (odc. 48, 59)
- Jacek Sołtysiak -
  - królik (odc. 07),
  - mysz (odc. 24),
  - szczur (odc. 25)
- Paweł Szczesny – tata Prosiaczka (odc. 06)
- Zbigniew Suszyński -
  - sęp Jimmy (odc. 07)
  - Stuknięta Wiewiórka (odc. 11),
  - kot (odc. 25),
  - taksówka John (odc. 51),
  - wojskowy (odc. 53)
- Dorota Lanton -
  - Zocha Wiewiórka (odc. 08),
  - kanarek (odc. 25),
  - króliczki (odc. 27)
- Włodzimierz Press – wojownik Wielka Stopa (odc. 11)
- Joanna Jędryka – Bajkowa Matka Chrzestna (odc. 15)
- Krystyna Kozanecka -
  - Czerwony Kapturek (odc. 15),
  - taksówka Mary (odc. 51),
  - kurczę (odc. 59)
- Teresa Lipowska -
  - czarna króliczka (odc. 27),
  - stara zajęczyca (odc. 27),
  - właścicielka psa (odc. 30),
  - właścicielka Sparka (odc. 38),
  - kura-papuga (odc. 59)
  - żona naczelnika więzienia (odc. 65)
- Włodzimierz Bednarski – myśliwy (odc. 34)
- Sławomir Głazek – Wsiowy Wilk (odc. 36)
- Jacek Mikołajczak – Miastowy Wilk (odc. 36)
- Beata Jankowska-Tzimas -
  - Wsiowy Czerwony Kapturek (odc. 36),
  - recepcjonistka w Szpitalu dla Samochodów pod wezwaniem Dobrego Samarytanina (odc. 51)
- Józef Mika – ptaszki (odc. 44)
- Piotr Borowiec – prezenter (odc. 48, 59)

i inni
Lektorzy:
- Roch Siemianowski (odc. 01, 04, 08, 12-13, 18, 22, 27, 30, 34, 38, 59, 65)
- Włodzimierz Nowakowski (odc. 06-07, 11, 20, 24-26, 29, 39, 41, 43-44, 48, 51, 53)
- Maciej Gudowski (odc. 15, 36)

## Odcinki
Premiery w Polsce:
- Canal+ – kwiecień 1995 r. (w ramach programu Diabelski Młyn)
- Cartoon Network – 27 marca 2000 r.
- Boomerang – 5 czerwca 2005 r.

### Spis odcinków
| Nr | Polski tytuł                          | Angielski tytuł           |
| -- | ------------------------------------- | ------------------------- |
|    |                                       |                           |
| 01 | Ciężkie bombardowanie wilka           | Blitz Wolf                |
|    |                                       |                           |
| 02 | To właśnie ranny ptaszek!             | The Early Bird Dood It!   |
|    |                                       |                           |
| 03 | Ucieczka z więzienia                  | Dumb Hounded              |
|    |                                       |                           |
| 04 | Ognisty Czerwony Kapturek             | Red Hot Riding Hood       |
|    |                                       |                           |
| 05 | Kto kogo stuknął?                     | Who Killed Who?           |
|    |                                       |                           |
| 06 | Przygody prosiaczka                   | One Ham’s Family          |
|    |                                       |                           |
| 07 | Co zasępiło sępa?                     | What’s Buzzin’ Buzzard?   |
|    |                                       |                           |
| 08 | Stuknięta wiewiórka                   | Screwball Squirrel        |
|    |                                       |                           |
| 09 | Frajerski mecz                        | Batty Baseball            |
|    |                                       |                           |
| 10 | Kto tu zwariował?                     | Happy-Go-Nutty            |
|    |                                       |                           |
| 11 | Wojownik wielka stopa                 | Big Heel-watha            |
|    |                                       |                           |
| 12 | Stuknięty wagarowicz                  | The Screwy Traunt         |
|    |                                       |                           |
| 13 | Szczęściarz Dan MCGoo                 | The Shooting of Dan McGoo |
|    |                                       |                           |
| 14 | Łap indyka                            | Jerky Turkey              |
|    |                                       |                           |
| 15 | Roztańczony Kopciuszek na dwie zmiany | Swing Shift Cinderella    |
|    |                                       |                           |
| 16 | Dziki wilk                            | Wild and Woolfy           |
|    |                                       |                           |
| 17 | Samotny Lenny                         | Lonesome Lenny            |
|    |                                       |                           |
| 18 | Nikczemny uwodziciel                  | The Hick Chick            |
|    |                                       |                           |
| 19 | Północno-zachodnia nękana policja     | Northwest Hounded Police  |
|    |                                       |                           |
| 20 | Włóczęgi w kurniku                    | Henpecked Hoboes          |
|    |                                       |                           |
| 21 | Zawód hycel                           | Hound Hunters             |
|    |                                       |                           |
| 22 | Strażacy w akcji                      | Red Hot Rangers           |
|    |                                       |                           |
| 23 | Wujek Tom z Cabany                    | Uncle Tom’s Cabaña        |
|    |                                       |                           |
| 24 | Zwariowany lew                        | Slap-Happy Lion           |
|    |                                       |                           |
| 25 | Kanarek-olbrzym                       | King-Size Canary          |
|    |                                       |                           |
| 26 | Pchla miłość                          | What Price Fleadom        |
|    |                                       |                           |
| 27 | Miłosne podchody                      | Little 'Tinker            |
|    |                                       |                           |
| 28 | Pigmej-liliput                        | Half-Pint Pygmy           |
|    |                                       |                           |
| 29 | Kaczuszka szczęściara                 | Lucky Ducky               |
|    |                                       |                           |
| 30 | Kot, który nienawidził ludzi          | The Cat Who Hated People  |
|    |                                       |                           |
| 31 | Czarny kot przynosi pecha             | Bad Luck Blackie          |
|    |                                       |                           |
| 32 | Droopy walczący z bykiem              | Señor Droopy              |
|    |                                       |                           |
| 33 | Dom przyszłości                       | The House of Tomorrow     |
|    |                                       |                           |
| 34 | Noc przed polowaniem                  | Doggone Tired             |
|    |                                       |                           |
| 35 | Przywiązanie do bogactwa              | Wags to Riches            |
|    |                                       |                           |
| 36 | Wsiowy Czerwony Kapturek              | Little Rural Riding Hood  |
|    |                                       |                           |
| 37 | Polowanie na lisa                     | Out-Foxed                 |
|    |                                       |                           |
| 38 | Podrobiony kot                        | The Counterfeit Cat       |
|    |                                       |                           |
| 39 | Kot brzuchomówca                      | Ventriloquist Cat         |
|    |                                       |                           |
| 40 | Zegar z kukułką                       | The Cuckoo Clock          |
|    |                                       |                           |
| 41 | Szkodnik w ogrodzie                   | Garden Gopher             |
|    |                                       |                           |
| 42 | Droopy mistrzem                       | The Chump Champ           |
|    |                                       |                           |
| 43 | Przygody szewca                       | The Peachy Cobbler        |
|    |                                       |                           |
| 44 | Kukuryku dla Burka                    | Cock-a-Doodle Dog         |
|    |                                       |                           |
| 45 | Odważny Droopy                        | Daredevil Droopy          |
|    |                                       |                           |
| 46 | Dobre uczynki Droopy’ego              | Droopy’s Good Deed        |
|    |                                       |                           |
| 47 | Symfonia w slangu                     | Symphony in Slang         |
|    |                                       |                           |
| 48 | Samochody jutra                       | Car of Tomorrow           |
|    |                                       |                           |
| 49 | Podwójny Droopy                       | Droopy's Double Trouble   |
|    |                                       |                           |
| 50 | Magiczny maestro                      | Magical Maestro           |
|    |                                       |                           |
| 51 | Rodzina taksówek                      | One Cab's Family          |
|    |                                       |                           |
| 52 | Strażnik snu                          | Rock-A-Bye Bear           |
|    |                                       |                           |
| 53 | Mały odrzutowiec Johnny               | Little Johnny Jet         |
|    |                                       |                           |
| 54 | Telewizor przyszłości                 | T.V. of Tomorrow          |
|    |                                       |                           |
| 55 | Trzy małe szczeniaki                  | The Three Little Pups     |
|    |                                       |                           |
| 56 | Droopy przeciągnięty razem            | Drag-a-Long Droopy        |
|    |                                       |                           |
| 57 | Wilk i owca                           | Billy Boy                 |
|    |                                       |                           |
| 58 | Droopy opiekunem                      | Homesteader Droopy        |
|    |                                       |                           |
| 59 | Gospodarstwo przyszłości              | The Farm of Tomorrow      |
|    |                                       |                           |
| 60 | Cyrkowa pchła                         | The Flea Circus           |
|    |                                       |                           |
| 61 | Rozrywkowy Droopy                     | Dixieland Droopy          |
|    |                                       |                           |
| 62 | Pole i strumień                       | Field and Scream          |
|    |                                       |                           |
| 63 | Pierwszy zły człowiek                 | The First Bad Man         |
|    |                                       |                           |
| 64 | Droopy na Dzikim Zachodzie            | Deputy Droopy             |
|    |                                       |                           |
| 65 | Wielka ucieczka                       | Cellbound                 |
|    |                                       |                           |
| 66 | Droopy milionerem                     | Millionaire Droopy        |
|    |                                       |                           |
| 67 | Miauczący kot                         | Cat's Meow                |